# إيلوانق
إيلوانق هي قرية في مقاطعة خلخال، إيران. يقدر عدد سكانها بـ 166 نسمة بحسب إحصاء 2016.